# 上原古年
上原 古年（うえはら こねん、明治10年（1877年）12月16日 ‐ 昭和15年（1940年）5月24日）は、昭和時代の版画家、日本画家。

## 来歴
梶田半古および松本楓湖の門人。明治10年、東京浅草に生まれた。本名は上原千之助。古年、政明と号す。初め梶田半古に師事した後、松本楓湖に師事して日本画を学んでいる。岡倉覚三（天心）に招かれて5年間、日本美術院に勤務した。日本絵画協会・日本美術院連合絵画共進会などに作品を出品しており、また、絵画審査員に嘱託として勤め、宮内省や外務省の用命を受け、作品を制作している。後に紅児会会員、巽画会の評議員、国画玉成会の幹事も務めている。とりわけ肉筆に精力的に筆を振るい、精緻で落ち着きのある作風を築き上げた。版画はやや寡作で、新版画に属する昭和3年（1928年）制作に渡辺版画店から出版した木版画「道頓堀」が知られているほか、「春日の閑清」や「早春漁村」などといった穏やかな風景画及び美人画が見られる。昭和7年（1932年）4月、渡辺版画店の主催によって行われた第三回現代創作木版画展覧会に「道頓堀（夜）」、「残灯」の2点の作品を出品している。昭和15年5月24日歿。享年62。

## 作品

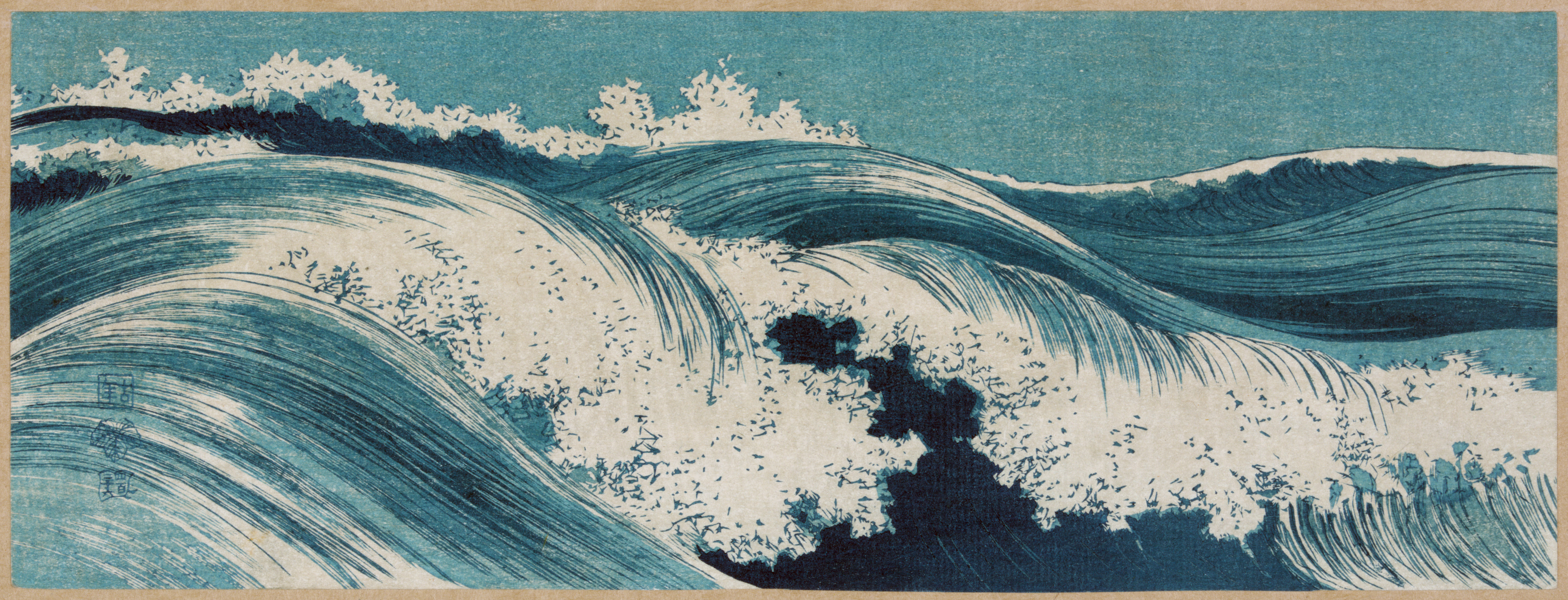
『波濤図』1910年頃

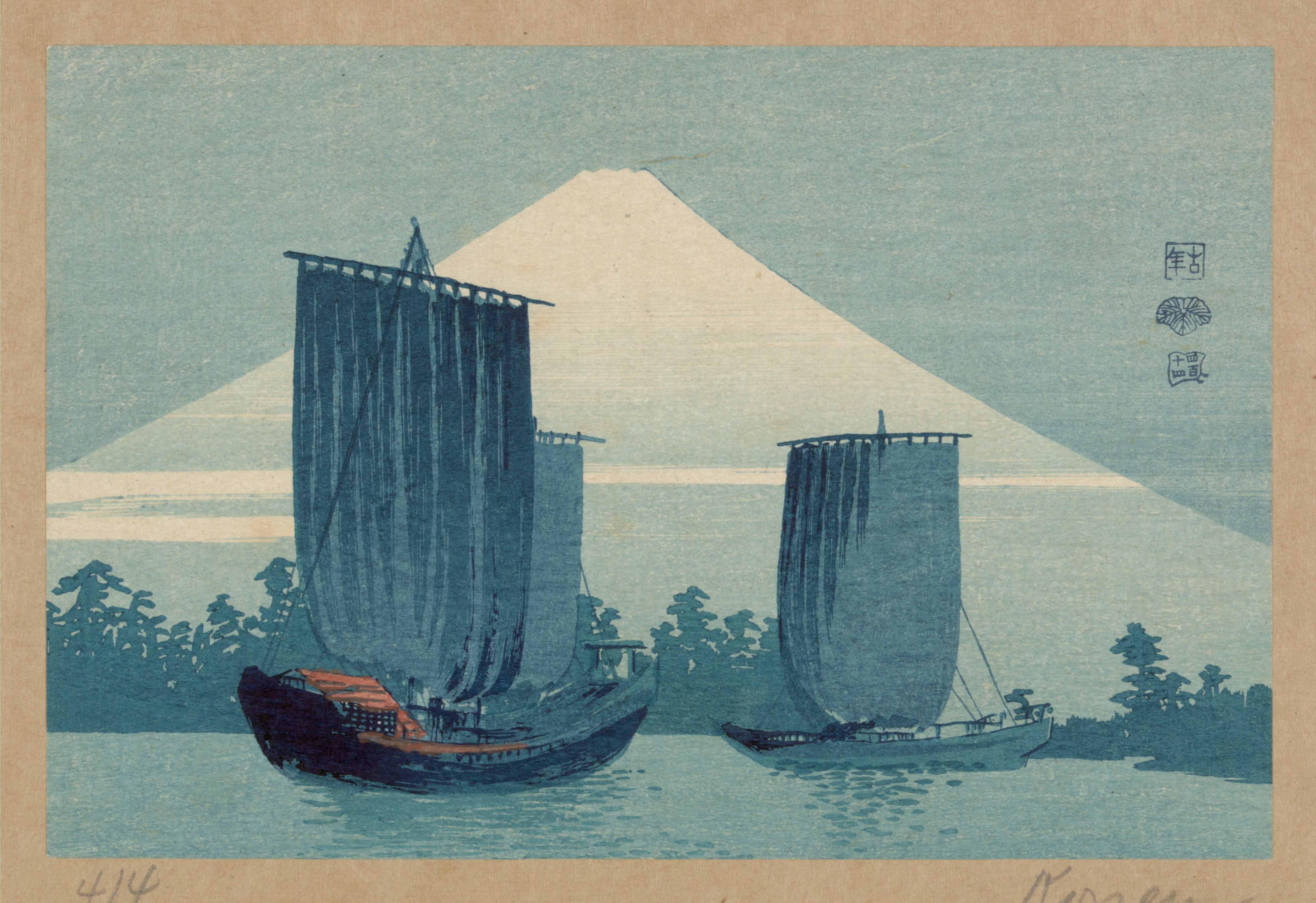
「富士に帆船」
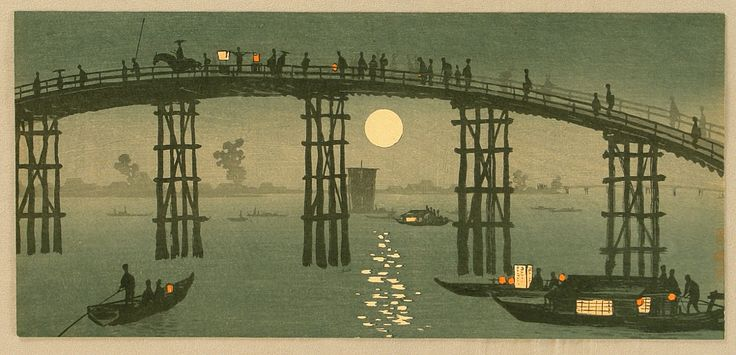
「月と橋」
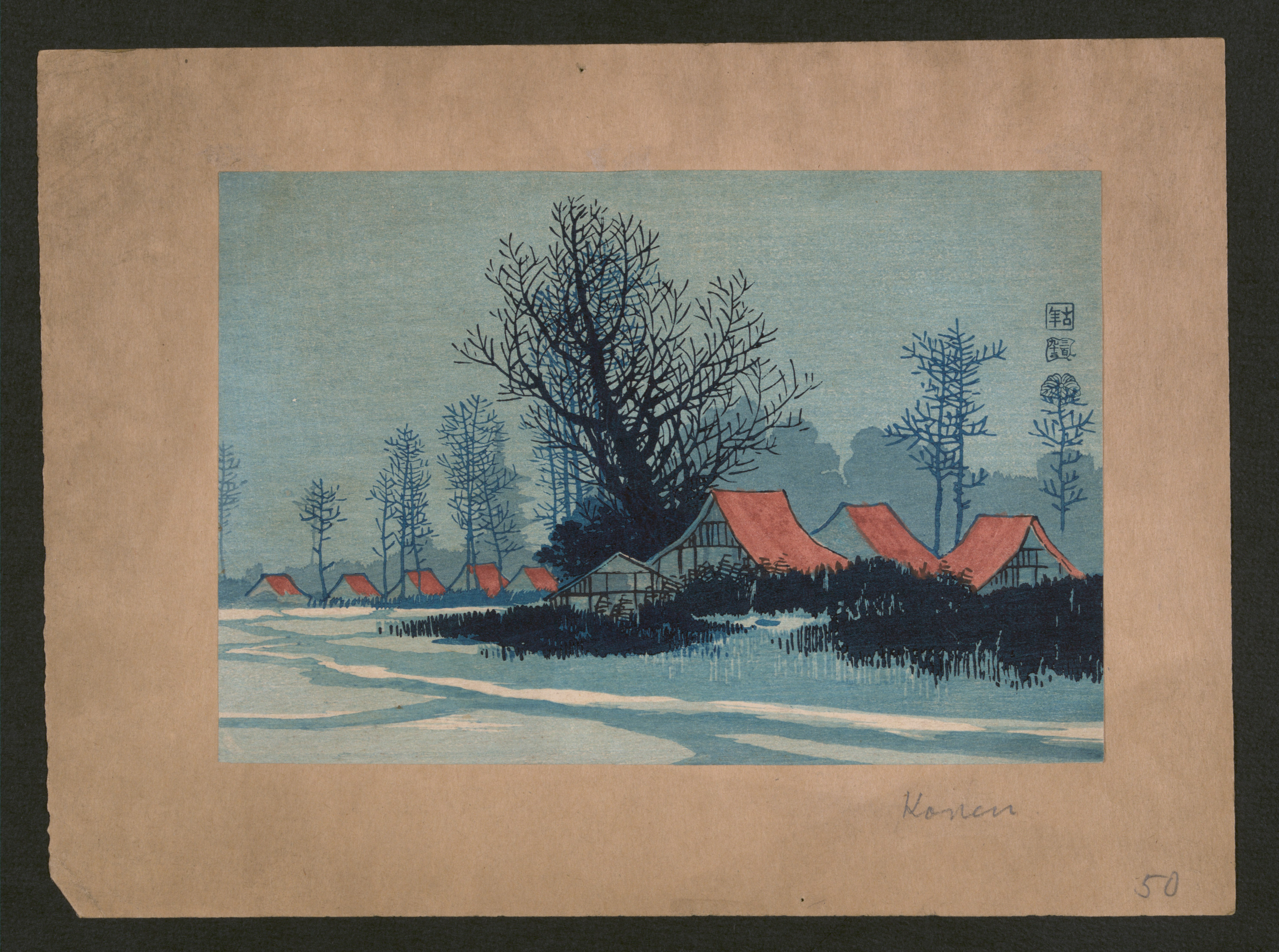
「赤屋根の家々」
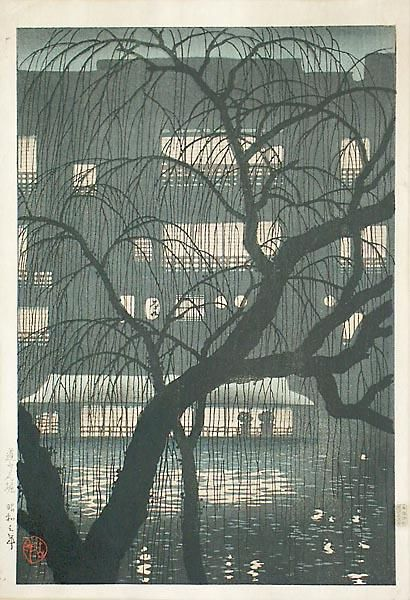
「道とん堀」1928年（昭和3年）

- 「鏡の前」　木版画　昭和7年（1932年）
- 「夏姿（別府）」　木版画　昭和11年（1936年）
- 「女後ろ姿」 木版画　東京国立近代美術館所蔵　昭和11年（1936年）
- 「女座像」　木版画　東京国立近代美術館所蔵
- 「道とん堀」　木版画　アーサー・M・サックラー・ギャラリー所蔵

## 参考図書
- 浮世絵人名辞典及び現代版画家名鑑　清水澄編、美術倶楽部出版部、1954年
- 秘蔵浮世絵大観　ムラー・コレクション　楢崎宗重編、講談社、1990年